# Som zombis
Som zombis (títol original en anglès, We Are Zombies) és una pel·lícula de comèdia de terror de zombis del 2023 basada en la sèrie de còmics Les Zombies qui ont mangé le monde escrita i dirigida per Yoann-Karl Whissell, François Simard i Anouk Whissell. La pel·lícula és protagonitzada per Alexandre Nachi, Derek Johns i Megan Peta Hill. S'ha subtitulat al català.
El repartiment va començar a rodar la pel·lícula el 29 de març de 2022 als voltants de Montreal.